# Box-office Chine 2018

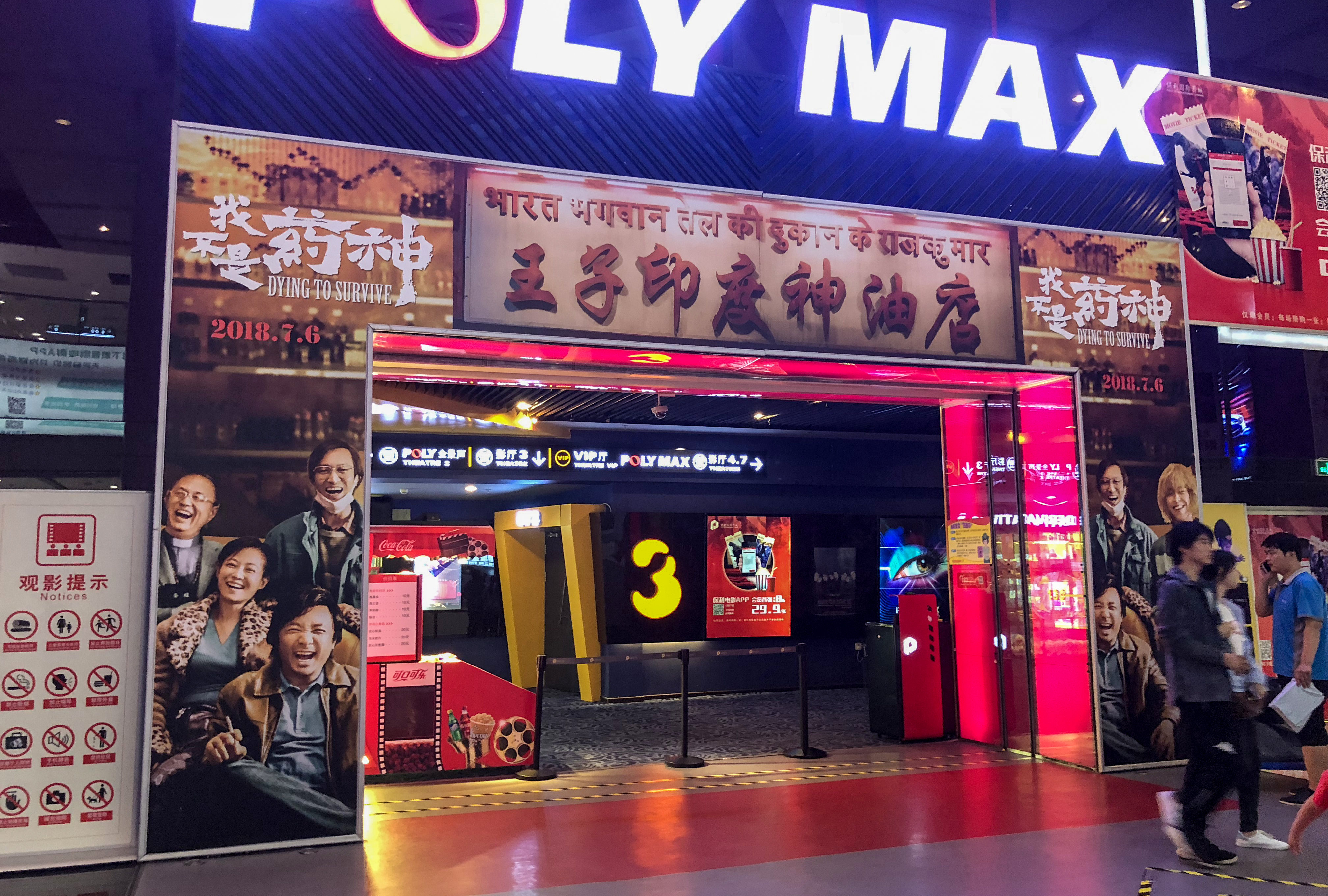
Un cinéma à Pékin avec des affiches de Dying to Survive.

Les recettes totales au box-office en Chine ont augmenté de 9 % en 2018 pour atteindre une valeur totale de 8,87 milliards $ (60,98 milliards de yuan). Mais le taux de croissance est inférieur à celui de l'année précédente, où il avait augmenté de 13,5 %, selon les médias d'État. Néanmoins, le 29 décembre, le pays atteint l'objectif fixé par le gouvernement de porter à 60 milliards de yuan de valeur le box-office de 2018.
Les films en langues chinoises ont rapporté 5,53 milliards $ (37,8 milliards de yuan) en 2018, soit 62 % du total des recettes, d'après les données officielles du gouvernement. En 2017, ces films avaient représenté 54 % du box-office. La Chine a produit 1 082 films en 2018, contre 970 l'année précédente, mais tous ne sont pas sortis en salles.
La Chine est le deuxième marché du cinéma au monde et devrait largement dépasser celui de l'Amérique du Nord (11,9 milliards $) dans les années à venir. Cependant, la croissance inégale du pays de ces dernières années a faussé de nombreuses prévisions économiques.
La Chine possède désormais le plus grand nombre d'écrans au monde et continue de construire de nouveaux cinémas, mais à un rythme plus lent que lors des précédentes années de forte expansion. Les sociétés chinoises ont inauguré 9 303 nouveaux écrans en 2018, ce qui porte à 60 079 le nombre total d'écrans dans le pays. Le nombre de nouvelles ouvertures est en légère baisse par rapport à 2017, année où 9 597 nouveaux écrans avaient été mis en service.
Les films les plus performants au box-office de l'année sont des films chinois comme Operation Red Sea, Detective Chinatown 2, et Dying to Survive, qui ont rapporté respectivement 575 millions $, 541 millions $ et 451 millions $. Ensemble, ces trois films représentent 17 % de l'apport total annuel au box-office.
Le film étranger le plus rentable est Avengers: Infinity War avec 349 millions $, se classant cinquième juste derrière la comédie romantique locale Hello Mr. Billionaire, une reprise de la comédie américaine Comment claquer un million de dollars par jour (1985) qui rapporte 366 millions $.
Les analystes signalent que le bouche à oreille est devenu un facteur important du box-office cette année et a beaucoup bénéficié à des films comme Dying to Survive, Project Gutenberg, et A Cool Fish.
Des différences importantes dans les goûts du public persistent entre la Chine continentale et Hong Kong. Les co-productions d'origine hongkongaise, telles que Project Gutenberg, Monster Hunt 2 et The Monkey King 3, ont bien marché en Chine, tandis que les films chinois ont peu de succès à Hong Kong où le public préfère les productions américaines.

## Les millionnaires
| Class. | Titre                          | Pays                                                               | Réalisateur           | Box-Office Chine |
| ------ | ------------------------------ | ------------------------------------------------------------------ | --------------------- | ---------------- |
| 1      | Operation Red Sea              | Drapeau de la République populaire de Chine · Drapeau de Hong Kong | Dante Lam             | 575 849 199 $    |
| 2      | Detective Chinatown 2          | Drapeau de la République populaire de Chine                        | Chen Sicheng          | 541 406 438 $    |
| 3      | Dying to Survive               | Drapeau de la République populaire de Chine                        | Wen Muye              | 451 176 639 $    |
| 4      | Hello Mr. Billionaire          | Drapeau de la République populaire de Chine                        | Damo Peng Fei Yan     | 366 961 907 $    |
| 5      | Avengers: Infinity War         | Drapeau des États-Unis                                             | Anthony et Joe Russo  | 359 543 153 $    |
| 6      | Monster Hunt 2                 | Drapeau de la République populaire de Chine · Drapeau de Hong Kong | Raman Hui             | 356 336 096 $    |
| 7      | Aquaman                        | Drapeau des États-Unis                                             | James Wan             | 294 812 049 $    |
| 8      | Venom                          | Drapeau des États-Unis                                             | Ruben Fleischer       | 272 243 405 $    |
| 9      | Jurassic World: Fallen Kingdom | Drapeau des États-Unis                                             | Juan Antonio Bayona   | 261 224 207 $    |
| 10     | Ready Player One               | Drapeau des États-Unis                                             | Steven Spielberg      | 218 471 784 $    |
| 11     | Us and Them                    | Drapeau de la République populaire de Chine                        | Rene Liu              | 209 221 331 $    |
| 12     | The Island                     | Drapeau de la République populaire de Chine                        | Bo Huang              | 197 276 235 $    |
| 13     | Project Gutenberg              | Drapeau de Hong Kong                                               | Felix Chong           | 183 354 997 $    |
| 14     | Mission impossible : Fallout   | Drapeau des États-Unis                                             | Christopher McQuarrie | 181 184 137 $    |
| 15     | Rampage : Hors de contrôle     | Drapeau des États-Unis                                             | Brad Peyton           | 156 381 897 $    |
| 16     | En eaux troubles               | Drapeau des États-Unis                                             | Jon Turteltaub        | 153 033 208 $    |
| 17     | How Long Will I Love U         | Drapeau de la République populaire de Chine                        | Lun Xu                | 135 346 907 $    |
| 18     | Ant-Man et la Guêpe            | Drapeau des États-Unis                                             | Peyton Reed           | 121 203 074 $    |
| 19     | Forever Young                  | Drapeau de la République populaire de Chine                        | Li Fangfang           | 119 035 157 $    |
| 20     | Secret Superstar               | Drapeau de l'Inde                                                  | Advait Chandan        | 117 703 966 $    |
| 21     | A Cool Fish                    | Drapeau de la République populaire de Chine                        | Xiaozhi Rao           | 117 404 850 $    |
| 22     | The Monkey King 3              | Drapeau de la République populaire de Chine · Drapeau de Hong Kong | Soi Cheang            | 114 778 320 $    |
| 23     | Black Panther                  | Drapeau des États-Unis                                             | Ryan Coogler          | 105 062 459 $    |

## Box-office par semaine
Nationalité des films dans les salles de Chine en 2018 par semaine de domination :
- Chine (51,92 %)
- États-Unis (42,31 %)
- Inde (5,77 %)

Notes : La sortie des films étrangers est très limitée, voire interdite, en Chine pendant trois périodes : le Nouvel An (février), les vacances d'été (fin juin à août), et la semaine d'or (octobre). Ces périodes peuvent également être prolongées pour ne pas arrêter le succès d'un film chinois,.
Sources : English.entgroup.cn
| #  | Date de fin       | Film no 1                             | Pays                                                               | Recettes         |
| -- | ----------------- | ------------------------------------- | ------------------------------------------------------------------ | ---------------- |
| 1  | 7 janvier 2018    | Ex-Files 3: The Return of the Exes    | Drapeau de la République populaire de Chine                        | 143,9 millions $ |
| 2  | 14 janvier 2018   | Ex-Files 3: The Return of the Exes    | Drapeau de la République populaire de Chine                        | 65,6 millions $  |
| 3  | 21 janvier 2018   | Forever Young                         | Drapeau de la République populaire de Chine                        | 42,7 millions $  |
| 4  | 28 janvier 2018   | Secret Superstar                      | Drapeau de l'Inde                                                  | 34,9 millions $  |
| 5  | 4 février 2018    | Secret Superstar                      | Drapeau de l'Inde                                                  | 22,3 millions $  |
| 6  | 11 février 2018   | Secret Superstar                      | Drapeau de l'Inde                                                  | 16,1 millions $  |
| 7  | 18 février 2018   | Monster Hunt 2                        | Drapeau de la République populaire de Chine · Drapeau de Hong Kong | 172,1 millions $ |
| 8  | 25 février 2018   | Detective Chinatown 2                 | Drapeau de la République populaire de Chine                        | 237,6 millions $ |
| 9  | 4 mars 2018       | Operation Red Sea                     | Drapeau de la République populaire de Chine · Drapeau de Hong Kong | 124,2 millions $ |
| 10 | 11 mars 2018      | Black Panther                         | Drapeau des États-Unis                                             | 60,4 millions $  |
| 11 | 18 mars 2018      | Tomb Raider                           | Drapeau des États-Unis                                             | 37,5 millions $  |
| 12 | 25 mars 2018      | Pacific Rim Uprising                  | Drapeau des États-Unis                                             | 58,7 millions $  |
| 13 | 1er avril 2018    | Ready Player One                      | Drapeau des États-Unis                                             | 55,7 millions $  |
| 14 | 8 avril 2018      | Ready Player One                      | Drapeau des États-Unis                                             | 90,8 millions $  |
| 15 | 15 avril 2018     | Rampage : Hors de contrôle            | Drapeau des États-Unis                                             | 50 millions $    |
| 16 | 22 avril 2018     | Rampage : Hors de contrôle            | Drapeau des États-Unis                                             | 46,2 millions $  |
| 17 | 29 avril 2018     | Us and Them                           | Drapeau de la République populaire de Chine                        | 80,4 millions $  |
| 18 | 6 mai 2018        | Us and Them                           | Drapeau de la République populaire de Chine                        | 93,8 millions $  |
| 19 | 13 mai 2018       | Avengers: Infinity War                | Drapeau des États-Unis                                             | 181,7 millions $ |
| 20 | 20 mai 2018       | Avengers: Infinity War                | Drapeau des États-Unis                                             | 93,4 millions $  |
| 21 | 27 mai 2018       | How Long Will I Love U                | Drapeau de la République populaire de Chine                        | 40,7 millions $  |
| 22 | 3 juin 2018       | How Long Will I Love U                | Drapeau de la République populaire de Chine                        | 26,8 millions $  |
| 23 | 10 juin 2018      | How Long Will I Love U                | Drapeau de la République populaire de Chine                        | 16 millions $    |
| 24 | 17 juin 2018      | Jurassic World: Fallen Kingdom        | Drapeau des États-Unis                                             | 104,3 millions $ |
| 25 | 24 juin 2018      | Jurassic World: Fallen Kingdom        | Drapeau des États-Unis                                             | 84,2 millions $  |
| 26 | 1er juillet 2018  | Animal World                          | Drapeau de la République populaire de Chine                        | 33,3 millions $  |
| 27 | 8 juillet 2018    | Dying to Survive                      | Drapeau de la République populaire de Chine                        | 183,4 millions $ |
| 28 | 15 juillet 2018   | Dying to Survive                      | Drapeau de la République populaire de Chine                        | 161,6 millions $ |
| 29 | 22 juillet 2018   | Dying to Survive                      | Drapeau de la République populaire de Chine                        | 62 millions $    |
| 30 | 29 juillet 2018   | Hello Mr. Billionaire                 | Drapeau de la République populaire de Chine                        | 129,1 millions $ |
| 31 | 5 aout 2018       | Hello Mr. Billionaire                 | Drapeau de la République populaire de Chine                        | 160,1 millions $ |
| 32 | 12 aout 2018      | The Island                            | Drapeau de la République populaire de Chine                        | 76,3 millions $  |
| 33 | 19 aout 2018      | The Island                            | Drapeau de la République populaire de Chine                        | 83 millions $    |
| 34 | 26 aout 2018      | Ant-Man et la Guêpe                   | Drapeau des États-Unis                                             | 66,3 millions $  |
| 35 | 2 septembre 2018  | Mission impossible : Fallout          | Drapeau des États-Unis                                             | 75,8 millions $  |
| 36 | 9 septembre 2018  | Mission impossible : Fallout          | Drapeau des États-Unis                                             | 58,1 millions $  |
| 37 | 16 septembre 2018 | L Storm                               | Drapeau de Hong Kong                                               | 29,1 millions $  |
| 38 | 23 septembre 2018 | L Storm                               | Drapeau de Hong Kong                                               | 23,7 millions $  |
| 39 | 30 septembre 2018 | Golden Job                            | Drapeau de Hong Kong                                               | 20,6 millions $  |
| 40 | 7 octobre 2018    | Project Gutenberg                     | Drapeau de Hong Kong                                               | 90 millions $    |
| 41 | 14 octobre 2018   | Project Gutenberg                     | Drapeau de Hong Kong                                               | 36,9 millions $  |
| 42 | 21 octobre 2018   | Project Gutenberg                     | Drapeau de Hong Kong                                               | 23,6 millions $  |
| 43 | 28 octobre 2018   | The Predator                          | Drapeau des États-Unis                                             | 19,4 millions $  |
| 44 | 4 novembre 2018   | Casse-Noisette et les Quatre Royaumes | Drapeau des États-Unis                                             | 11,8 millions $  |
| 45 | 11 novembre 2018  | Venom                                 | Drapeau des États-Unis                                             | 109,5 millions $ |
| 46 | 18 novembre 2018  | Venom                                 | Drapeau des États-Unis                                             | 94 millions $    |
| 47 | 25 novembre 2018  | A Cool Fish                           | Drapeau de la République populaire de Chine                        | 39,9 millions $  |
| 48 | 2 décembre 2018   | A Cool Fish                           | Drapeau de la République populaire de Chine                        | 39,7 millions $  |
| 49 | 9 décembre 2018   | Aquaman                               | Drapeau des États-Unis                                             | 93,2 millions $  |
| 50 | 16 décembre 2018  | Aquaman                               | Drapeau des États-Unis                                             | 93,4 millions $  |
| 51 | 23 décembre 2018  | Aquaman                               | Drapeau des États-Unis                                             | 43,3 millions $  |
| 52 | 30 décembre 2018  | Aquaman                               | Drapeau des États-Unis                                             | 26,8 millions $  |

## Classements complémentaires
- Liste des plus gros succès du box-office en Chine continentale